# 돔 (건담 시리즈)
돔(영어: Dom, 일본어: ドム)은 《건담 시리즈》에 등장하는 모빌 슈트(MS)로 분류되는 가공의 유인 조종식 인간형 로봇 병기이다. 1979년에 방영된 TV 애니메이션 《기동전사 건담》에서 처음으로 등장했다.
작품 내에서 적측 세력인 지온 공국군의 육전용 양산기이다. 자쿠 II 등 기존의 모빌 슈트(MS)보다 굵고 튼튼한 체형으로 발바닥에 내장된 호버 추진 장치에 의해 지표면을 고속 활주할 수 있다. 작품 내에서는 가이아 대위가 이끄는 소대 "검은 삼연성"의 탑승기로 첫 등장해 삼위일체의 연대로 주인공인 아무로 레이가 소속된 지구연방군의 화이트 베이스 부대를 괴롭힌다. 이후에 양산되어 자브로 공략전에서 다수 등장한다. 제식 컬러인 검은색, 보라색, 회색의 기체색은 검은 삼연성의 퍼스널 컬러를 모티브(다른 설도 존재한다)로 하고 있다. 후에 우주 사양인 릭 돔도 등장한다.

## 같이 보기
- 기동전사 건담